# 先生
先生（せんせい）とは、日本語の敬称の一つである。

## 使用例
一般的に先生という敬称が使われるのは、以下のようなケースがある。
- 教育機関、あるいは塾において、学問を教える者のこと。教員の呼び方である。
- 学校併設の図書館・保健室・給食室に勤務している司書・保健師・栄養士に対する敬称（3職とも教員免許を要する）。
- 士業、特に弁護士・司法書士・認定司法書士・公認会計士などのいわゆる10士業に就く者に対する敬称。パラリーガルやクライアントが使用する。
- 医師・歯科医師・きゅう師・はり師・あん摩マッサージ指圧師・柔道整復師に対する敬称。看護師などのコ・メディカルや患者が使用する。
- 薬剤師に対する敬称。主に調剤薬局・ドラッグストアに勤務している薬剤師に対して、患者やバイヤーが使用する。
- 管理栄養士（特に共同給食調理場などに勤務する栄養教諭を含む）や料理研究家に対する敬称。
- 獣医師に対する敬称。主に診察されている動物の飼い主が使用する。
- 政治家、特に国会議員や都道府県・市区町村議会議員に対する敬称。主に秘書などの関係者および支持者や、政治家自身が目上の政治家に対して使用する[注釈 1]。
- 漫画家や小説家に対して、アシスタントや編集者が使用する敬称。転じて読者が使用することもある。
- 作詞家や作曲家に対して、歌手や音楽関係者が使用する敬称。
- スポーツクラブやカルチャーセンターのインストラクターに対する敬称。
- 保護司に対して、（刑事裁判や少年審判において）保護観察に処せられた者や矯正施設を仮出所・仮退院した者が使用する敬称。
- 競馬において厩舎を運営し競走馬を管理する調教師に対する敬称。
- 自営業・企業経営者、あるいは私的に結ばれた師弟関係の中で、師匠に当たる人物を敬称することもある。

## 日本語以外の言語における先生
中国語では名前に「○○先生」とするのは、日本語の「○○さん」に当たり、同じ漢字文化圏であるが特別な敬称を意味するものではない。
この単語は英語に「Sensei」として取り入れられており、「恩師」「学ぶ人」「ある場所で教育を受ける」「社会的知識を持っている人」という意味で使用される。日本語の「先生」よりも、少し高度な印象を受ける言葉とされる。
パラオ語で先生はSenseiである。